# Гарсиа (мини-футбольный клуб)
Марфил Санта-Колома (исп. Marfil Santa Coloma) — испанский мини-футбольный клуб из города Санта-Колома-де-Граменет, входящего в провинцию Барселона. Основан в 1975 году.
Играет в Почётном дивизионе с сезона 1989–90 с перерывом в 2005—2008 годах. До 2001 года назывался «Индастриас Гарсиа». Высшее достижение в регулярном чемпионате — 5 место (сезоны 1996-97 и 1998-99). В плей-офф высшим достижением является выход в финал сезона 1998–99, где каталонцы уступили клубу «Каха Сеговия».
В 1992—1997 годах за клуб играл Хави Родригес, уроженец Санта-Колома-де-Граменет, впоследствии ставший звездой мирового мини-футбола.

## Бывшие известные игроки
- Хави Родригес
- Марсело